# Toyotomi (Klan)

Familienwappen Go-shichi no kiri (五七の桐, dt. „5-7[-blättrige] Paulownie“)

Die Toyotomi (jap. modern: 豊臣氏/traditionell: 豐臣氏, Toyotomi-uji bzw. Toyotomi-shi) waren eine japanische Familie unadliger Herkunft und einem kurzen Leben, die dennoch während der Azuchi-Momoyama-Zeit auf die Geschichte Japans einen großen Einfluss hatte.
Der Klan wurde offiziell 1585 gegründet, als Hashiba Hideyoshi vom Tennō den Familiennamen Toyotomi empfing, da er zu einem der treusten Generäle Oda Nobunagas aufgestiegen war, obwohl er aus einer Samurai-Familie bäuerlicher Herkunft stammte. Hideyoshi hatte versucht, den Titel Shōgun zu bekommen, was ihm jedoch wegen seiner niedrigen Herkunft verwehrt blieb. Er erhielt stattdessen 1585 das Amt des Kampaku, des kaiserlichen Regenten. 1591 trat er zu Gunsten seines Neffen Miyoshi Nobuyoshis von diesem Amt zurück, der, während er den Aufstieg seines Onkels folgte, seinen Namen erst in Hashiba Hidetsugu, dann in Toyotomi Hidetsugu änderte.
Der Klan verlor 1615 seine Macht, als mit dem Tod Toyotomi Hideyoris, des Sohns und Erben Hideyoshis, bei der Belagerung von Ōsaka die Linie erlosch.

## Stammbaum
- Kinoshita Yaemon und Ōmandokoro
  - Nisshū
    - Toyotomi Hidetsugu (von Hideyoshi adoptiert)
    - Toyotomi Hidekatsu (von Hideyoshi adoptiert)
    - Toyotomi Hideyasu

  - Toyotomi Hideyoshi
    - Toyotomi Tsurumatsu
    - Toyotomi Hideyori
      - Toyotomi Kunimatsu (nach der Niederlage seines Vaters zum Tode verurteilt)
      - Naa-hime (nach der Niederlage ihres Vaters ging sie ins Kloster unter dem Namen Tenshūni)

  - Toyotomi Hidenaga
  - Asahi-hime